# Municipio de Johnson (condado de LaPorte)
El municipio de Johnson (en inglés: Johnson Township) es un municipio ubicado en el condado de LaPorte en el estado estadounidense de Indiana. En el año 2010 tenía una población de 198 habitantes y una densidad poblacional de 4,29 personas por km².

## Geografía
El municipio de Johnson se encuentra ubicado en las coordenadas 41°28′21″N 86°32′40″O / 41.47250, -86.54444. Según la Oficina del Censo de los Estados Unidos, el municipio tiene una superficie total de 46.18 km², de la cual 46,15 km² corresponden a tierra firme y (0,06 %) 0,03 km² es agua.

## Demografía
Según el censo de 2010, había 198 personas residiendo en el municipio de Johnson. La densidad de población era de 4,29 hab./km². De los 198 habitantes, el municipio de Johnson estaba compuesto por el 92,93 % blancos, el 3,03 % eran afroamericanos, el 2,02 % eran de otras razas y el 2,02 % eran de una mezcla de razas. Del total de la población el 4,55 % eran hispanos o latinos de cualquier raza.